# Erich Hotopf
Erich Hotopf (ur. 14 października 1909, zm. ?) – niemiecki strzelec, olimpijczyk i medalista mistrzostw świata.
Hotopf wystąpił na Letnich Igrzyskach Olimpijskich 1936 w jednej konkurencji, którą był karabin małokalibrowy leżąc z 50 m. Uplasował się w nim na 23. pozycji. 
Podczas swojej kariery Hotopf raz zdobył medal na mistrzostwach świata. Zajął z drużyną 3. miejsce w karabinie małokalibrowym leżąc z 50 i 100 m na turnieju w 1952 roku (skład zespołu: Walter Gehmann, Erich Hotopf, Albert Sigl, Johann Wagner).
Pracował jako policjant w Hamburgu. W 1964 roku zdobył swój jedyny tytuł mistrza RFN.

## Wyniki

### Igrzyska olimpijskie
| Igrzyska    | Konkurencja                       | Wynik    | Miejsce | Źródło |
| ----------- | --------------------------------- | -------- | ------- | ------ |
| Berlin 1936 | Karabin małokalibrowy leżąc, 50 m | 292 pkt. | 23      | [ 2 ]  |

### Medale mistrzostw świata
Opracowano na podstawie materiałów źródłowych:
| Mistrzostwa | Konkurencja                                        | Wynik             | Miejsce |
| ----------- | -------------------------------------------------- | ----------------- | ------- |
| Oslo 1952   | Karabin małokalibrowy leżąc, 50 i 100 m, drużynowo | 2349 pkt. (druż.) |         |